# 范文絢
范文絢（1905年—？），越南獸醫、政治人物。

## 生平
范文絢畢業於法國阿爾福國立獸醫學院，是一名專業的獸醫師，出版了多本技術書籍。
范文絢曾在越盟控制區居住五年，後進入越南國政府控制區，據其自稱，1948年胡志明授予他國家勳章以表彰他爲人民作出的傑出貢獻。1954年1月至6月，出任越南國寶蔍內閣的社勞總長。:140-141,148
1954年，隨着自由之路行動的開展，每天都有大批移民進入越南南方，給越南國政府帶來了許多亟待解決的問題，政府成立了難民移居總委員會以專門負責移民問題。:771954年12月，范文絢接替辭職的吳玉對，出任難民事務總委員長。:1591955年5月，范文絢辭職。:176
1965年3月19日，范文絢和另外兩名知識分子被越南共和國政府驅逐到北方。後赴法從事醫學研究。

## 家庭
- 女范氏青雲，人稱吳伯誠夫人，法學博士，律師、政治家、反戰和女性權力活動家，越戰時期爲南越「第三力量」的重要人物之一，1976年南北越統一後成爲少數進入越南國會的非越南共產黨黨員[5]